# In Living Cover
In Living Cover è il secondo album in studio del cantautore statunitense Jay Brannan, pubblicato nel 2009. Il disco contiene sette cover e due brani originali.

## Tracce
1. Beautifully (Jay Brannan) - 3:14
2. Say It's Possible (Terra Naomi) - 3:25
3. All I Want (Joni Mitchell) - 4:06
4. Blowin' in the Wind (Bob Dylan) - 2:02
5. The Freshmen (The Verve Pipe) - 4:16
6. Good Mother (Jann Arden) - 3:10
7. Both Hands (Ani Difranco) - 1:27
8. Zombie (The Cranberries) - 3:12
9. Drowning (Jay Brannan) - 4:25